# Efectul zăpezii la Petit-Montrouge
Efectul zăpezii la Petit-Montrouge este o pictură în ulei pe pânză din 1870 a pictorului francez Édouard Manet.

## Istoria
Pictura în ulei pe pânză prezintă o vedere de iarnă a cartierului Petit-Montrouge, o zonă din arondismentul 14 al Parisului. Manet a pictat acest tablou în timp ce era membru al Gărzii Naționale în timpul asediului Parisului din războiul franco-prusian din 1870–71. Spre deosebire de pictorii de istorie ai vremii sale, Manet nu arată o viziune eroică asupra bătăliei, ci mai degrabă atmosfera întunecată a unei bătălii viitoare. Imaginea reflectă pierderea speranței lui Manet cu privire la situația militară, singurătatea sa profundă și privarea de care a suferit în acest timp. Este unul dintre puținele peisaje din opera lui Manet și este una dintre primele picturi în aer liber ale lui Manet. Astăzi se află în colecția Muzeului Național din Cardiff.

## Compoziție
Manet folosește tonuri pământești și liniștite pentru a ilustra un peisaj urban cu zăpadă; între vârfurile mari de alb și diagonalele de maro întunecat este ilustrat cartierul Petit-Montrouge, umbrit de zăpada murdară maronie și de cerul bej albastru. Clădirile din fundal au fost pictate în culori liniștite pentru a da un aspect de echilibrare precară pe o întindere uriașă de maro.